# Pinzano al Tagliamento
Pinzano al Tagliamento là một đô thị ở tỉnh Pordenone trong vùng Friuli-Venezia Giulia, có cự ly khoảng 90 km về phía tây bắc của Trieste và khoảng 35 km về phía đông bắc của Pordenone. Tại thời điểm ngày 31 tháng 12 năm 2004, đô thị này có dân số 1.672 người và diện tích là 21,8 km².
Pinzano al Tagliamento giáp các đô thị: Castelnovo del Friuli, Clauzetto, Forgaria nel Friuli, Ragogna, San Daniele del Friuli, Sequals, Spilimbergo, Travesio, Vito d'Asio.